# Metadrinomyia proclinata
Metadrinomyia proclinata là một loài ruồi trong họ Tachinidae.